# Frank Schmidt (Politiker, 1943)
Frank Schmidt (* 1. Dezember 1943 in Leipzig) ist ein deutscher Politiker (CDU).

## Leben
Schmidt besuchte die Grund-, Mittel- und Oberschule in Leipzig und legte 1963 das Abitur mit der Lehre zum Elektromechaniker ab. Er studierte Informationstechnik an der TU Dresden, erwarb den Titel des Diplom-Ingenieurs und promovierte dort auch zum Dr. Ing.
Schmidt arbeitete an der TU Dresden, zunächst als wissenschaftlicher Mitarbeiter im Bereich Forschung und Entwicklung in der Industrie, später als Lehrbeauftragter für Halbleitertechnik. 1987 wurde er Forschungsingenieur mit Lehrauftrag für Automatisierungstechniken an der Ingenieurschule für Lebensmittelindustrie in Dippoldiswalde.
Schmidt trat 1983 der CDU bei, bei der er Ende der 1980er Jahre dem Stadtbezirksvorstand Dresden-Süd angehörte. Er war 1990 Mitglied der letzten Volkskammer sowie des Deutschen Bundestags.
Von 2002 bis zu seinem Eintritt in den Ruhestand 2006 war er Staatssekretär im Sächsischen Staatsministerium für Wissenschaft und Kunst.